# Tajti Mátyás
Tajti Mátyás (Budapest, 1998. június 2. –) magyar labdarúgó, posztját tekintve középpályás, az Újpest játékosa.

## Pályafutása

### Klubcsapatokban
A Puskás Akadémiában nevelkedő középpályás 2014-ben, 15 éves korában járt próbajátékon a Barcelonánál és a Real Madridnál is, majd mindkét csapat ajánlatot tett érte, ám a fiatal játékos végül a katalán egyesületet választotta. Két éven át futballozott a katalánok utánpótlás csapatában, majd 2016 nyarán a több játéklehetőség miatt elhagyta  klubot. Július 10-én a Málagához írt alá, első idényében annak ifjúsági csapatában, az Atlético Malagueñóban lép pályára, többek között az utánpótlás játékosoknak kiírt UEFA Ifjúsági Ligában.
A 2017-2018-as bajnoki szezonban bajnoki címet szerzett a Málaga tartalékcsapatával a Tercera Divisiónban, azaz a spanyol negyedosztályban.
2018. július 17-én a Diósgyőri VTK csapatához írt alá, ahol édesapja, Tajti József volt a klub sportigazgatója, edzője pedig Fernando Fernández lett, akivel a Málagánál dolgozott már együtt.

#### Diósgyőri VTK
A magyar élvonalban a bajnokság második fordulójában mutatkozott be; július 28-án csereként 16 percet játszott a Puskás Akadémia elleni 2-2-es bajnokin. Első gólját a nyolcadik fordulóban szerezte a Mezőkövesd ellen, csapata azonban 4–2-es vereséget szenvedett. Csapata alapembereként összesen 29 bajnokin lépett pályára és öt gólt szerzett, annak ellenére, hogy a szezon második felében több kisebb sérülés hátráltatta. 2019-2020-as szezon elején négy bajnokin szerepelt a diósgyőri csapatban, az átigazolási időszak utolsó napjaiban Lengyelországból érdeklődtek iránta.

#### Zagłębie Lubin
2019. szeptember 2-án három évre aláírt a Zagłębie Lubin csapatához. 2020. február 9-én csereként debütált a Piast Gliwice elleni bajnoki mérkőzésen. Mindössze három bajnokin kapott lehetőséget a csapatnál, 2020 júniusában felbontották a szerződését.

#### Zalaegerszegi TE
2020. július 4-én aláírt a Zalaegerszegi TE csapatához. 2023. július 10-én bejelentették, hogy 1 évvel meghosszabbították Tajti szerződését.

#### Újpest FC
2023. augusztus 27-én az Újpest szerződtette.  Szeptember 1-jén mutatkozott be a Kisvárda ellen csereként, ahol az ő szögletéből győztes gól született.

### A válogatottban
2015 tavaszán az U17-es magyar válogatott tagjaként szerepelt a 2016-os U17-es Európa-bajnokság selejtezőjének elitkörében, majd az U18-as válogatottnak is rendszeresen tagja volt. Szeptemberben meghívást kapott az U19-es válogatottba is, azonban a Barcelona nem engedte el a válogatott összetartására.
2017-ben Michael Boris szövetségi edző nem hívta be az U19-es válogatott Európa-bajnoki selejtezőkre, mondván a csapat nélküle is sikeres volt és lehet.
2018 júniusában a német edző meghívta az azeriek elleni felkészülési találkozóra az U21-es válogatottba. A találkozó eredménye 3–3 lett, a magyar csapat harmadik gólját Tajti szerezte.

## Statisztika

### Klubcsapatokban
2025. május 24-i állapot szerint.
| Klub                | Szezon         | Bajnokság | Bajnokság | Kupa  | Kupa  | Nemzetközi | Nemzetközi | Összesen | Összesen |
| Klub                | Szezon         | Mérk.     | Gólok     | Mérk. | Gólok | Mérk.      | Gólok      | Mérk.    | Gólok    |
| ------------------- | -------------- | --------- | --------- | ----- | ----- | ---------- | ---------- | -------- | -------- |
| Diósgyőri VTK       | 2018–19        | 29        | 5         | 2     | 0     | —          | —          | 31       | 5        |
| Diósgyőri VTK       | 2019–20        | 4         | 2         | —     | —     | —          | —          | 4        | 2        |
| Diósgyőri VTK       | Összesen       | 33        | 7         | 2     | 0     | —          | —          | 35       | 7        |
| Zagłębie Lubin      | 2019–20        | 3         | 0         | 0     | 0     | —          | —          | 3        | 0        |
| Zagłębie Lubin      | Összesen       | 3         | 0         | 0     | 0     | —          | —          | 3        | 0        |
| Zalaegerszegi TE    | 2020–21        | 23        | 1         | 2     | 0     | —          | —          | 25       | 1        |
| Zalaegerszegi TE    | 2021–22        | 26        | 4         | 2     | 0     | —          | —          | 28       | 4        |
| Zalaegerszegi TE    | 2022–23        | 26        | 2         | 4     | 1     | —          | —          | 30       | 3        |
| Zalaegerszegi TE    | 2023–24        | 4         | 1         | —     | —     | 2          | 0          | 6        | 1        |
| Zalaegerszegi TE    | Összesen       | 79        | 8         | 8     | 1     | 2          | 0          | 89       | 9        |
| Zalaegerszegi TE II | 2020–21        | 4         | 0         | —     | —     | —          | —          | 4        | 0        |
| Zalaegerszegi TE II | 2021–22        | 3         | 2         | —     | —     | —          | —          | 3        | 2        |
| Zalaegerszegi TE II | Összesen       | 7         | 2         | —     | —     | —          | —          | 7        | 2        |
| Újpest              | 2023–24        | 23        | 2         | 3     | 0     | —          | —          | 26       | 2        |
| Újpest              | 2024–25        | 18        | 2         | 1     | 0     | —          | —          | 19       | 2        |
| Újpest              | Összesen       | 41        | 4         | 4     | 0     | —          | —          | 45       | 4        |
| Teljes karrier      | Teljes karrier | 163       | 21        | 14    | 1     | 2          | 0          | 179      | 22       |

1. ↑  Mérkőzései az UEFA Konferencia Liga selejtezőjében.

## Sikerei, díjai

### Klubcsapatokkal
Zalaegerszegi TE
- Magyar kupagyőztes (1): 2022–23